# Padilla cornuta
Padilla cornuta là một loài nhện trong họ Salticidae.
Loài này thuộc chi Padilla. Padilla cornuta được Elizabeth Maria Gifford Peckham & George William Peckham miêu tả năm 1885.